# باشگاه ورزشی مورانبونگ
باشگاه ورزشی مورانبونگ (انگلیسی: Moranbong Sports Club) یک باشگاه ورزشی در پیونگ‌یانگ، کره شمالی است که در سال ۱۹۹۷ تاسیس شده‌است.